# 布里滕灣
72°36′S 72°30′W / 72.600°S 72.500°W
布里滕灣（英語：Britten Inlet）是南極洲的內灣，位於亞歷山大一世島南部，處於蒙泰韋爾迪半島，在1973年1月繪入地圖，以英國作曲家本傑明·布里頓命名，現時由南極條約體系管理。